# Lathroplex clypearis
Lathroplex clypearis là một loài tò vò trong họ Ichneumonidae.